# Julian Bonder
Julian Bonder (ur. 9 grudnia 1900 w Warszawie, zm. 7 grudnia 1975 tamże) − polski fizyk, aerodynamik. Badał tworzenie się fal uderzeniowych oraz prowadził badania w dziedzinie teorii fal uogólnionych. Profesor Uniwersytetu Warszawskiego, Politechniki Śląskiej i Politechniki Warszawskiej. Od 1954 był członkiem korespondentem, a od 1966 członkiem rzeczywistym Polskiej Akademii Nauk. Został pochowany na Cmentarzu Komunalnym na Powązkach (kwatera B32-6-31).
Odznaczony m.in. Krzyżem Komandorskim (1971) oraz Oficerskim Orderu Odrodzenia Polski (1954).